# Philippe Descola
Philippe Descola (Paris, 19 de junho de 1949) é um antropólogo francês. Estudou filosofia na École normale supérieure de Fontenay-Saint-Cloud e etnologia na École Pratique des Hautes Études, onde defendeu sua tese, sob a orientação de Claude Lévi-Strauss.
Há vários anos desenvolve uma reflexão sobre as relações entre natureza e cultura. Publicou La nature doméstique (1986), As Lanças do Crepúsculo (1993) e Par-delà nature et culture (2005).
Em 2010 tornou-se membro da British Academy. Em 2012 tornou-se membro da Academia de Artes e Ciências dos Estados Unidos. Em 2012 foi agraciado com a Medalha de Ouro CNRS.